# Спулер печати
Спулер печати — набор компонентов  Microsoft Windows, управляющих процессом печати. Диспетчер печати предоставляет пользователю графический интерфейс для получения информации о работе спулера и его конфигурирования. Однако спулер может продолжать работать, даже если диспетчер печати неактивен.

## Печать в Windows
Приложения для печати документа отдают высокоуровневые команды (такие как вывод текста, рисование линий, прямоугольников, окружностей) GDI. GDI совместно с драйвером принтера преобразует полученные команды в задание для печати и передаёт его в спулер.
Клиентская часть спулера (winspool.drv) передаёт данные посредством RPC серверной части (spoolsv.exe). Серверная часть спулера включает в себя маршрутизатор печати (spoolsv.dll), локальный провайдер печати (localspl.dll), процессор печати, процессор разделительных страниц, монитор порта.
Маршрутизатор печати находит подходящий провайдер печати и передаёт ему задание для печати. Локальный провайдер печати, получив задание, записывает его в файл и вызывает процессор печати для его обработки. Формат задания может быть RAW (команды, выполняемые непосредственно принтером), Text (ANSI текст), EMF или PostScript. Задания в формате Text  передаются на принтер без изменений, в формате RAW — либо без изменений, либо к концу задания процессор печати добавляет символ Form Feed. Задания в формате EMF преобразуются процессором печати в язык команд принтера, например PCL. Процессор разделительных страниц, если соответствующий режим включен, добавляет разделительные страницы между заданиями. Разделительная страница может содержать имя пользователя, создавшего задание, наименование его компьютера, дату и время создания задания.
После того как задание будет обработано процессором печати и процессором разделительных страниц, локальный провайдер печати передаёт его на монитор порта. Локальный монитор порта управляет параллельными и последовательными портами, к которым подключены принтеры, стандартный монитор порта используется для посылки заданий по сети. Кроме них могут использоваться другие мониторы, такие как мониторы NetWare и AppleTalk.